# Firestone Grand Prix van St. Petersburg 2023
De Firestone Grand Prix van St. Petersburg 2023 was de eerste ronde van het IndyCar-seizoen 2023. De race werd gehouden op 5 maart 2023 in Saint Petersburg, Florida op de Straten van St. Petersburg. De race bestond uit 100 ronden en werd gewonnen door Marcus Ericsson.

## Inschrijvingen
W = eerdere winnaar
R = rookie
| No.   | Coureur             | Team                                    | Motor     |
| ----- | ------------------- | --------------------------------------- | --------- |
| 2     | Josef Newgarden W   | Team Penske                             | Chevrolet |
| 3     | Scott McLaughlin W  | Team Penske                             | Chevrolet |
| 5     | Patricio O'Ward     | Arrow McLaren                           | Chevrolet |
| 06    | Hélio Castroneves W | Meyer Shank Racing                      | Honda     |
| 6     | Felix Rosenqvist    | Arrow McLaren                           | Chevrolet |
| 7     | Alexander Rossi     | Arrow McLaren                           | Chevrolet |
| 8     | Marcus Ericsson     | Chip Ganassi Racing                     | Honda     |
| 9     | Scott Dixon         | Chip Ganassi Racing                     | Honda     |
| 10    | Álex Palou          | Chip Ganassi Racing                     | Honda     |
| 11    | Marcus Armstrong R  | Chip Ganassi Racing                     | Honda     |
| 12    | Will Power W        | Team Penske                             | Chevrolet |
| 14    | Santino Ferrucci    | A. J. Foyt Enterprises                  | Chevrolet |
| 15    | Graham Rahal W      | Rahal Letterman Lanigan Racing          | Honda     |
| 18    | David Malukas       | Dale Coyne Racing with HMD Motorsports  | Honda     |
| 20    | Conor Daly          | Ed Carpenter Racing                     | Chevrolet |
| 21    | Rinus VeeKay        | Ed Carpenter Racing                     | Chevrolet |
| 26    | Colton Herta W      | Andretti Autosport with Curb-Agajanian  | Honda     |
| 27    | Kyle Kirkwood       | Andretti Autosport                      | Honda     |
| 28    | Romain Grosjean     | Andretti Autosport                      | Honda     |
| 29    | Devlin DeFrancesco  | Andretti Steinbrenner Autosport         | Honda     |
| 30    | Jack Harvey         | Rahal Letterman Lanigan Racing          | Honda     |
| 45    | Christian Lundgaard | Rahal Letterman Lanigan Racing          | Honda     |
| 51    | Sting Ray Robb R    | Dale Coyne Racing with Rick Ware Racing | Honda     |
| 55    | Benjamin Pedersen R | A. J. Foyt Enterprises                  | Chevrolet |
| 60    | Simon Pagenaud      | Meyer Shank Racing                      | Honda     |
| 77    | Callum Ilott        | Juncos Hollinger Racing                 | Chevrolet |
| 78    | Agustín Canapino R  | Juncos Hollinger Racing                 | Chevrolet |
| Bron: |                     |                                         |           |

## Classificatie

### Trainingen

#### Training 1
| Pos.  | No. | Coureur        | Team                                   | Motor | Tijd       |
| ----- | --- | -------------- | -------------------------------------- | ----- | ---------- |
| 1     | 9   | Scott Dixon    | Chip Ganassi Racing                    | Honda | 01:01.6145 |
| 2     | 26  | Colton Herta W | Andretti Autosport with Curb-Agajanian | Honda | 01:01.6475 |
| 3     | 10  | Álex Palou     | Chip Ganassi Racing                    | Honda | 01:01.6790 |
| Bron: |     |                |                                        |       |            |

#### Training 2
| Pos.  | No. | Coureur            | Team                                   | Motor     | Tijd       |
| ----- | --- | ------------------ | -------------------------------------- | --------- | ---------- |
| 1     | 26  | Colton Herta W     | Andretti Autosport with Curb-Agajanian | Honda     | 01:00.0779 |
| 2     | 3   | Scott McLaughlin W | Team Penske                            | Chevrolet | 01:00.2511 |
| 3     | 21  | Rinus VeeKay       | Ed Carpenter Racing                    | Chevrolet | 01:00.4601 |
| Bron: |     |                    |                                        |           |            |

### Kwalificatie
| Pos.  | No. | Coureur             | Team                                    | Motor     | Tijd       | Tijd       | Tijd       | Tijd       | Grid |
| Pos.  | No. | Coureur             | Team                                    | Motor     | Ronde 1    | Ronde 1    | Ronde 2    | Ronde 3    | Grid |
| Pos.  | No. | Coureur             | Team                                    | Motor     | Groep 1    | Groep 2    | Ronde 2    | Ronde 3    | Grid |
| ----- | --- | ------------------- | --------------------------------------- | --------- | ---------- | ---------- | ---------- | ---------- | ---- |
| 1     | 28  | Romain Grosjean     | Andretti Autosport                      | Honda     | N/A        | 00:59.8790 | 00:59.7320 | 00:59.5532 | 1    |
| 2     | 26  | Colton Herta W      | Andretti Autosport with Curb-Agajanian  | Honda     | N/A        | 00:59.8220 | 00:59.5442 | 00:59.9687 | 2    |
| 3     | 5   | Patricio O'Ward     | Arrow McLaren                           | Chevrolet | 01:00.1146 | N/A        | 00:59.7367 | 01:00.0163 | 3    |
| 4     | 8   | Marcus Ericsson     | Chip Ganassi Racing                     | Honda     | 01:00.2018 | N/A        | 00:59.7624 | 01:00.4435 | 4    |
| 5     | 3   | Scott McLaughlin W  | Team Penske                             | Chevrolet | 01:00.1201 | N/A        | 00:59.7686 | Geen tijd  | 5    |
| 6     | 27  | Kyle Kirkwood       | Andretti Autosport                      | Honda     | 01:00.0451 | N/A        | 00:59.6357 | Geen tijd  | 6    |
| 7     | 10  | Álex Palou          | Chip Ganassi Racing                     | Honda     | N/A        | 00:59.8879 | 00:59.7781 | N/A        | 7    |
| 8     | 6   | Felix Rosenqvist    | Arrow McLaren                           | Chevrolet | 00:59.9396 | N/A        | 00:59.7971 | N/A        | 8    |
| 9     | 9   | Scott Dixon         | Chip Ganassi Racing                     | Honda     | N/A        | 00:59.8213 | 00:59.8010 | N/A        | 9    |
| 10    | 12  | Will Power W        | Team Penske                             | Chevrolet | N/A        | 01:00.0211 | 00:59.9482 | N/A        | 10   |
| 11    | 45  | Christian Lundgaard | Rahal Letterman Lanigan Racing          | Honda     | 01:00.0121 | N/A        | 00:59.9618 | N/A        | 11   |
| 12    | 7   | Alexander Rossi     | Arrow McLaren                           | Chevrolet | N/A        | 00:59.9527 | 01:00.0040 | N/A        | 12   |
| 13    | 11  | Marcus Armstrong R  | Chip Ganassi Racing                     | Honda     | 01:00.3158 | N/A        | N/A        | N/A        | 13   |
| 14    | 2   | Josef Newgarden W   | Team Penske                             | Chevrolet | N/A        | 01:00.0605 | N/A        | N/A        | 14   |
| 15    | 06  | Hélio Castroneves W | Meyer Shank Racing                      | Honda     | 01:00.5049 | N/A        | N/A        | N/A        | 15   |
| 16    | 18  | David Malukas       | Dale Coyne Racing with HMD Motorsports  | Honda     | N/A        | 01:00.0796 | N/A        | N/A        | 16   |
| 17    | 14  | Santino Ferrucci    | A. J. Foyt Enterprises                  | Chevrolet | 01:00.5301 | N/A        | N/A        | N/A        | 17   |
| 18    | 29  | Devlin DeFrancesco  | Andretti Steinbrenner Autosport         | Honda     | N/A        | 01:00.1798 | N/A        | N/A        | 18   |
| 19    | 30  | Jack Harvey         | Rahal Letterman Lanigan Racing          | Honda     | 01:00.7270 | N/A        | N/A        | N/A        | 19   |
| 20    | 15  | Graham Rahal W      | Rahal Letterman Lanigan Racing          | Honda     | N/A        | 01:00.3714 | N/A        | N/A        | 20   |
| 21    | 78  | Agustín Canapino R  | Juncos Hollinger Racing                 | Chevrolet | 01:01.0692 | N/A        | N/A        | N/A        | 21   |
| 22    | 77  | Callum Ilott        | Juncos Hollinger Racing                 | Chevrolet | N/A        | 01:00.3868 | N/A        | N/A        | 22   |
| 23    | 51  | Sting Ray Robb R    | Dale Coyne Racing with Rick Ware Racing | Honda     | 01:02.3711 | N/A        | N/A        | N/A        | 23   |
| 24    | 21  | Rinus VeeKay        | Ed Carpenter Racing                     | Chevrolet | N/A        | 01:00.4831 | N/A        | N/A        | 24   |
| 25    | 60  | Simon Pagenaud      | Meyer Shank Racing                      | Honda     | 06:37.4112 | N/A        | N/A        | N/A        | 25   |
| 26    | 20  | Conor Daly          | Ed Carpenter Racing                     | Chevrolet | N/A        | 01:00.6066 | N/A        | N/A        | 26   |
| 27    | 55  | Benjamin Pedersen R | A. J. Foyt Enterprises                  | Chevrolet | N/A        | 01:01.4355 | N/A        | N/A        | 27   |
| Bron: |     |                     |                                         |           |            |            |            |            |      |

- Vetgedrukte tekst geeft de snelste tijd in de sessie aan.

### Warmup
| Pos.  | No. | Coureur        | Team                                   | Motor | Tijd       |
| ----- | --- | -------------- | -------------------------------------- | ----- | ---------- |
| 1     | 26  | Colton Herta W | Andretti Autosport with Curb-Agajanian | Honda | 01:00.5886 |
| 2     | 27  | Kyle Kirkwood  | Andretti Autosport                     | Honda | 01:00.7213 |
| 3     | 9   | Scott Dixon    | Chip Ganassi Racing                    | Honda | 01:00.8377 |
| Bron: |     |                |                                        |       |            |

### Race
De race begon om 12:30 ET op 5 maart 2023. Romain Grosjean pakte de poleposition, de tweede pole uit zijn IndyCar-carrière, voor Andretti-teamgenoot Colton Herta. Grosjean leidde vanaf de start, maar de race kreeg een rode vlag vanwege een incident met Devlin DeFrancesco, die in de lucht werd gelanceerd na contact met rookie Benjamin Pedersen. Grosjean reed 31 ronden aan de leiding, maar viel in ronde 71 uit na een incident met titelverdediger Scott McLaughlin. McLaughlin, die net aan de leiding van de race de pits had verlaten, probeerde in bocht 4 te verdedigen tegen de aanstormende Grosjean en blokkeerde daarbij zijn koude achterbanden. Daardoor miste McLaughlin de apex van de bocht en botste op Grosjean, waardoor beiden in de vangrail belandden en Grosjeans race eindigde. Patricio O'Ward van Arrow McLaren nam de leiding van de race over, maar zijn motor sloeg bij het uitkomen van bocht 14 kortstondig af door een 'plenum backfire', waardoor Marcus Ericsson van Chip Ganassi Racing de leiding overnam. Ericsson behield de leiding en pakte zijn 4e IndyCar-overwinning, en zijn eerste sinds de 106e race van de Indianapolis 500. O'Ward eindigde als tweede, met Ericsson's teamgenoot Scott Dixon als derde, voor Alexander Rossi en Callum Ilott, de laatste scoorde zijn beste IndyCar-klassering uit zijn carrière.
| Pos.                                                                    | No. | Coureur             | Team                                    | Motor     | Rondes | Tijd         | Pit stops | Grid | Geleide ronden | Pts. |
| ----------------------------------------------------------------------- | --- | ------------------- | --------------------------------------- | --------- | ------ | ------------ | --------- | ---- | -------------- | ---- |
| 1                                                                       | 8   | Marcus Ericsson     | Chip Ganassi Racing                     | Honda     | 100    | 2:05:30.7907 | 3         | 4    | 4              | 51   |
| 2                                                                       | 5   | Patricio O'Ward     | Arrow McLaren                           | Chevrolet | 100    | +2.4113      | 3         | 3    | 23             | 41   |
| 3                                                                       | 9   | Scott Dixon         | Chip Ganassi Racing                     | Honda     | 100    | +2.9257      | 3         | 9    | 3              | 36   |
| 4                                                                       | 7   | Alexander Rossi     | Arrow McLaren                           | Chevrolet | 100    | +6.7689      | 3         | 12   |                | 32   |
| 5                                                                       | 77  | Callum Ilott        | Juncos Hollinger Racing                 | Chevrolet | 100    | +8.2650      | 3         | 22   |                | 30   |
| 6                                                                       | 15  | Graham Rahal W      | Rahal Letterman Lanigan Racing          | Honda     | 100    | +10.7671     | 3         | 20   |                | 28   |
| 7                                                                       | 12  | Will Power W        | Team Penske                             | Chevrolet | 100    | +11.6798     | 3         | 10   |                | 26   |
| 8                                                                       | 10  | Álex Palou          | Chip Ganassi Racing                     | Honda     | 100    | +14.7244     | 3         | 7    |                | 24   |
| 9                                                                       | 45  | Christian Lundgaard | Rahal Letterman Lanigan Racing          | Honda     | 100    | +14.9528     | 3         | 11   |                | 22   |
| 10                                                                      | 18  | David Malukas       | Dale Coyne Racing with HMD Motorsports  | Honda     | 100    | +15.4401     | 4         | 16   | 2              | 21   |
| 11                                                                      | 11  | Marcus Armstrong R  | Chip Ganassi Racing                     | Honda     | 100    | +15.8049     | 4         | 13   |                | 19   |
| 12                                                                      | 78  | Agustín Canapino R  | Juncos Hollinger Racing                 | Chevrolet | 100    | +28.1332     | 3         | 21   |                | 18   |
| 13                                                                      | 3   | Scott McLaughlin W  | Team Penske                             | Chevrolet | 99     | +1 ronde     | 6         | 6    | 37             | 20   |
| 14                                                                      | 20  | Conor Daly          | Ed Carpenter Racing                     | Chevrolet | 99     | +1 ronde     | 5         | 26   |                | 16   |
| 15                                                                      | 27  | Kyle Kirkwood       | Andretti Autosport                      | Honda     | 97     | +3 rondes    | 5         | 5    |                | 15   |
| 16                                                                      | 51  | Sting Ray Robb R    | Dale Coyne Racing with Rick Ware Racing | Honda     | 96     | Van de baan  | 6         | 23   |                | 14   |
| 17                                                                      | 2   | Josef Newgarden W   | Team Penske                             | Chevrolet | 95     | +5 rondes    | 4         | 14   |                | 13   |
| 18                                                                      | 28  | Romain Grosjean     | Andretti Autosport                      | Honda     | 71     | Contact      | 3         | 1    | 31             | 14   |
| 19                                                                      | 6   | Felix Rosenqvist    | Arrow McLaren                           | Chevrolet | 51     | Uitgevallen  | 3         | 8    |                | 11   |
| 20                                                                      | 26  | Colton Herta W      | Andretti Autosport with Curb-Agajanian  | Honda     | 49     | Contact      | 2         | 2    |                | 10   |
| 21                                                                      | 21  | Rinus VeeKay        | Ed Carpenter Racing                     | Chevrolet | 41     | Contact      | 3         | 24   |                | 9    |
| 22                                                                      | 30  | Jack Harvey         | Rahal Letterman Lanigan Racing          | Honda     | 41     | Contact      | 2         | 19   |                | 8    |
| 23                                                                      | 06  | Hélio Castroneves W | Meyer Shank Racing                      | Honda     | 0      | Contact      |           | 15   |                | 7    |
| 24                                                                      | 14  | Santino Ferrucci    | A. J. Foyt Enterprises                  | Chevrolet | 0      | Contact      |           | 17   |                | 6    |
| 25                                                                      | 29  | Devlin DeFrancesco  | Andretti Steinbrenner Autosport         | Honda     | 0      | Contact      |           | 18   |                | 5    |
| 26                                                                      | 60  | Simon Pagenaud      | Meyer Shank Racing                      | Honda     | 0      | Contact      |           | 25   |                | 5    |
| 27                                                                      | 55  | Benjamin Pedersen R | A. J. Foyt Enterprises                  | Chevrolet | 0      | Contact      |           | 27   |                | 5    |
| Snelste ronde: Álex Palou (Chip Ganassi Racing) – 01:01.5104 (ronde 68) |     |                     |                                         |           |        |              |           |      |                |      |
| Bron:                                                                   |     |                     |                                         |           |        |              |           |      |                |      |

## Tussenstanden kampioenschap
| Pos. | Coureur         | Punten |
| ---- | --------------- | ------ |
| 1.   | Marcus Ericsson | 54     |
| 2.   | Patricio O'Ward | 41     |
| 3.   | Scott Dixon     | 36     |
| 4.   | Alexander Rossi | 32     |
| 5.   | Callum Ilott    | 30     |

| Pos. | Team      | Punten |
| 1.   | Chevrolet | 91     |
| 2.   | Honda     | 72     |